# إسحاق أبرابانيل
إسحاق بن يهوذا أباربانيل (بالعبرية: יצחק בן יהודה אברבנאל؛ 1437 – 1508)، ويُشار إليه بشكل عام باسم أباربانيل، وينطق أيضًا أبرافانيل وأفرافانيل أو أبرابانيل، هو رجل دولة ومالية يهودي برتغالي، وكذلك فيلسوف وشارح للكتاب المقدس.

## السيرة الذاتية
ولد أباربانيل في لشبونة بالبرتغال، في واحدة من أقدم وأشهر العائلات اليهودية الأيبيرية، عائلة أبرافانيل أو أباربانيل، والتي هربت من مجزرة قشتالة في عام 1391. وكان طالبًا لدى حاخام لشبونة جوزيف تشام، وأصبح ضليعًا في الأدب العبري المتأخر وفي التعلم في عصره، مُكرسًا سنواته المبكرة لدراسة الفلسفة اليهودية. ونُقل عن أباربانيل اعتباره لجوزيف ابن شيمتوف مرشدًا أو مُعلمًا له. وكتب وهو في سن العشرين عن الشكل الأصلي للعناصر الطبيعية، وعن المسائل الدينية والنبوة. وأظهر براعة كاملة في الأمور المالية جنبًا إلى جنب مع قدراته الفكرية. ولفت ذلك انتباه الملك ألفونسو الخامس، ملك البرتغال، والذي عينه في منصب أمين الخزانة. واستخدم منصبه العالي وثروته الكبيرة التي ورثها عن والده، في مساعدة أتباع ديانته من اليهود. واجه الأسرى اليهود البيع بوصفهم عبيدًا، عندما احتل راعيه الملك ألفونسو مدينة أرزيلا في المغرب. فساهم أباربانيل بشكل كبير في دفع الأموال اللازمة لإطلاق سراحهم، ورتب بشكل شخصي للتجمعات في جميع أنحاء البرتغال. وكتب أيضًا إلى صديقه الثري المثقف، فيتالي (يهيل) نيسيم من بيزا، بالنيابة عن الأسرى.

## المُصنفات
كتب أباربانيل العديد من الأعمال خلال حياته، والتي يمكن تصنيفها في ثلاث مجموعات: التفسير والفلسفة والدفاع عن الدين. تعاملت فلسفته مع العلوم وكيف يرتبط المجال العام بالديانة والتقاليد اليهودية، ويأتي دفاعه عن الدين حول مناصرة التصور اليهودي عن المسيح في مقابل انتقاده للتصور المسيحي. وتختلف كتابات أباربانيل التفسيرية عن الشروح التوراتية المعتادة لأنه يأخذ في الحسبان الموضوعات الاجتماعية والسياسية للعصر. ورأى أن مجرد التعليق لم يعد كافيًا، بل ينبغي طرح الحياة الفعلية للشعب اليهودي أيضًا عند مناقشة هذا الموضوع الهام مثل الكتاب المقدس. واستغرق وقتًا أيضًا في إدراج مقدمة متعلقة بأسلوب كل كتاب علّق عليه، بالإضافة إلى تاريخ تأليفه وقصد المؤلف الأصلي، من أجل جعل المصنفات سهلة المنال بالنسبة للقارئ العادي.

## الفلسفة
لم يتلقى أسلاف أباربانيل اليهودي في عالم الفلسفة، نفس التسامح الذي تلقاه المسيحيين على يديه. اتهم أباربانيل رجال مثل ألبالاج وبالكيرا وجيرسونيدس وناربوني وغيرهم، بأنهم كفار ومعلمين مضللين لافتراضهم منظور ليبرالي بشكل مقارن في المسائل الفلسفية والدينية. وكان أباربانيل خصمًا للفلسفة بشكل أساسي، على الرغم من سلطته في الموضوع، لأن فهمه الكامل للديانة اليهودية كان مبنيًا على وحي الإله في التاريخ اليهودي. هناك تصور خاطيء شائع بشأن اتفاق أباربانيل مع آراء موسى ابن ميمون؛ فبينما تتلاقى أفكارهم في بعض الأحيان، فإن معظم أفكار أباربانيل لا تتوافق بقوة مع أفكار ابن ميمون.
يُقدِم أكثر عمل ديني هام له، نموذجًا مميزًا على تردده، وهو (قمة الإيمان) (أمستردام 1505)، والذي استُمد من سفر نشيد الإنشاد 4:8. وكُرس هذا المصنف للدفاع عن 13 مقال في الاعتقاد لموسى بن ميمون، في مقابل هجوم هاسدي كريسكاس وجوزيف البو، منتهيًا بعبارة أن ابني ميمون جمّع هذه المقالات فقط وفقًا لأسلوب الأمم الأخرى، التي تضع بديهيات أو مبادئ أساسية لعلومها. ويرى مع ذلك أن اليهودية لا تشترك مع العلوم الإنسانية في شيء؛ فتعاليم التوراة عبارة عن وحي من الإله وبالتالي متساوية جميعًا في القيمة؛ والتي ليس من ضمنها المبادئ ولا النتائج المشتقة من المبادئ. يوافق أباربانيل مع بعض أفكار موسى بن ميمون ويدعمها؛ فهو يهاجم مع ذلك تصور ابن ميمون عن أن الرؤى النبوية كانت إبداعات من المُخيِّلة.